# Pseudohalonectria eubenangeensis
Pseudohalonectria eubenangeensis är en svampart som beskrevs av K.D. Hyde, Joanne E. Taylor & J. Fröhl. 1999. Pseudohalonectria eubenangeensis ingår i släktet Pseudohalonectria och familjen Magnaporthaceae.   Inga underarter finns listade i Catalogue of Life.